# Hans Christer Holund
Hans Christer Holund (Oslo, 25 februari 1989) is een Noorse langlaufer. Hij vertegenwoordigde zijn vaderland op de Olympische Winterspelen 2018 in Pyeongchang.

## Carrière
Holund maakte zijn wereldbekerdebuut in maart 2009 in Lahti. Vier jaar later scoorde de Noor in Oslo zijn eerste wereldbekerpunten. In februari 2015 behaalde hij in Östersund zijn eerste toptienklassering in een wereldbekerwedstrijd. In december 2015 stond Holund in Lillehammer voor de eerste in zijn carrière op het podium van een wereldbekerwedstrijd. Op de wereldkampioenschappen langlaufen 2017 in Lahti eindigde Noor als tiende op de 50 kilometer vrije stijl. Tijdens de Olympische Winterspelen van 2018 in Pyeongchang veroverde hij de bronzen medaille op de 30 kilometer skiatlon, daarnaast eindigde hij als zesde op zowel de 15 kilometer vrije stijl als de 50 kilometer klassieke stijl.
In Seefeld nam Holund deel aan de wereldkampioenschappen langlaufen 2019. Op dit toernooi werd hij wereldkampioen op de 50 kilometer vrije stijl. Op 1 december 2019 boekte de Noor in Kuusamo zijn eerste wereldbekerzege. Op de wereldkampioenschappen langlaufen 2021 in Oberstdorf behaalde hij de wereldtitel op de 15 kilometer vrije stijl, daarnaast sleepte hij de bronzen medaille in de wacht op de 30 kilometer skiatlon en eindigde hij als vierde op de 50 kilometer klassieke stijl. Op de estafette legde hij samen met Pål Golberg, Emil Iversen en Johannes Høsflot Klæbo op de wereldtitel.

## Resultaten

### Olympische Winterspelen
| Jaar | Plaats      | Onderdeel                                                        |
| ---- | ----------- | ---------------------------------------------------------------- |
| 2018 | Pyeongchang | 6e 15 km vrije stijl · 30 km skiatlon · 6e 50 km klassieke stijl |

### Wereldkampioenschappen
| Jaar | Plaats     | Resultaten                                                                        |
| ---- | ---------- | --------------------------------------------------------------------------------- |
| 2017 | Lahti      | 10e 50 km vrije stijl                                                             |
| 2019 | Seefeld    | 50 km vrije stijl                                                                 |
| 2021 | Oberstdorf | 15 km vrije stijl · 30 km skiatlon · 4e 50 km klassieke stijl · 4×10 km estafette |

### Wereldbeker
| Legenda | Legenda            |
| ------- | ------------------ |
| TdS     | Tour de Ski        |
| NO      | Nordic Opening     |
| LT      | Lillehammer Triple |
| RT      | Ruka Triple        |
| WBF     | Wereldbekerfinale  |
| STC     | Ski Tour Canada    |
| ST      | Ski Tour           |

Eindklasseringen
| Seizoen   | Algm | DI    | SP  | TdS |
| --------- | ---- | ----- | --- | --- |
| 2012/2013 | 130e | 84e   | –   | –   |
| 2014/2015 | 43e  | 28e   | –   | –   |
| 2015/2016 | 10e  | 7e    | 77e | 15e |
| 2016/2017 | 12e  | 10e   | –   | 9e  |
| 2017/2018 | 6e   | Brons | –   | 5e  |
| 2018/2019 | 17e  | 12e   | –   | 12e |
| 2019/2020 | 7e   | 5e    | –   | DNF |
| 2020/2021 | 14e  | 7e    | –   | –   |

Wereldbekerzeges individueel
| Nr. | Datum            | Plaats  | Onderdeel                            |
| --- | ---------------- | ------- | ------------------------------------ |
| 1.  | 1 december 2019  | Kuusamo | 15 km vrije stijl (handicapstart) RT |
| 2.  | 29 november 2020 | Kuusamo | 15 km vrije stijl (handicapstart) RT |

Wereldbekerzeges team
| Nr. | Datum           | Plaats      | Onderdeel            | Teamgenoten                |
| --- | --------------- | ----------- | -------------------- | -------------------------- |
| 1.  | 6 december 2015 | Lillehammer | 4 × 7,5 km estafette | Dyrhaug / Sundby / Northug |
| 2.  | 1 maart 2020    | Lahti       | 4 × 7,5 km estafette | Golberg / Røthe / Klæbo    |

### Overige zeges
| Nr. | Datum         | Plaats  | Wedstrijd            | Onderdeel                      |
| --- | ------------- | ------- | -------------------- | ------------------------------ |
| 1.  | 12 april 2019 | Hafjell | Red Bull Janteloppet | 30 km vrije stijl (massastart) |